# Agence nationale maritime et portuaire (Azerbaïdjan)
 (avril 2024).
L'Agence nationale maritime et portuaire ( en azéri :Dövlət Dəniz və Liman Agentliyi (Azərbaycan) est une agence relevant du Ministère du développement numérique et des transports de la République d'Azerbaïdjan est créée conformément au décret n° 697 du Président de la République d'Azerbaïdjan du 21 avril 2001 et commence à fonctionner à partir de cette date. 

## Fonctions
Dans ses activités, l'Agence est guidée par la Constitution, les lois de la République d'Azerbaïdjan, les décrets et arrêtés du Président de la République d'Azerbaïdjan, les décisions et arrêtés du Cabinet des ministres de la République d'Azerbaïdjan, ainsi que par les accords internationaux.
Les principales fonctions de l'agence comprennent le Bureau de la sécurité maritime ; entretien des voies navigables et des canaux de la République d'Azerbaïdjan ; contrôle du trafic maritime; enquêtes sur les accidents en mer, élaboration de la législation relative au secteur maritime et contrôle direct de leur mise en œuvre ; protection du milieu marin, contrôle des aides et systèmes de navigation, fourniture de services de recherche et de sauvetage en mer, immatriculation des navires ; formation du personnel maritime; contrôle de la sécurité maritime; mise en œuvre du service hydrographique ; étude et certification des installations portuaires maritimes.

## Structure
L'agence comprend un service du personnel, des relations internationales et du droit, un service des services à l'équipage, un service des diplômes et certifications, un bureau des passeports, une inspection maritime, un service technique et un service général.

## Relations internationales
La République d'Azerbaïdjan est membre de l'Organisation maritime internationale depuis le 15 mai 1995.
En 2011, l'Administration noue des relations avec des organismes d'État concernés de Grèce, de Russie, du Kazakhstan et de Pologne grâce aux accords entre les États mentionnés et la République d'Azerbaïdjan.
Avec un protocole de coopération avec le ministère des Océans et des Pêches de Corée qui a été approuvé par un décret présidentiel, l’Agence maritime et portuaire commence à collaborer avec cette organisation dans le but d'atteindre des objectifs communs.
L'accord similaire est signé avec la Turquie afin d'améliorer les relations maritimes et de garantir la résolution des problèmes de sécurité dans ce domaine.
Le 8 août 2017, conformément à un accord entre le gouvernement de la République d'Azerbaïdjan et le gouvernement de la République du Turkménistan visant à développer le commerce maritime et à renforcer les liens économiques avec les deux pays.